# Fruta de Leite
Fruta de Leite là một đô thị thuộc bang Minas Gerais, Brasil. Đô thị này có diện tích 758,422 km², dân số năm 2007 là 6327 người, mật độ 8,4 người/km².